# Alexandr Kliment
Alexandr Kliment (30. ledna 1929 Turnov – 22. března 2017 Praha), vlastním jménem Alexandr Klimentiev (otec byl ruským emigrantem), byl především prozaik, ale také publicista, autor rozhlasových her a dramaturg československého filmu.
Jako nemálo jiným bylo tomuto autorovi za normalizace znemožněno publikovat na domácí půdě. Jeho díla mohla vycházet pouze v zahraničí či v samizdatu, a byl tak donucen vystřídat mnohé běžné, až podřadné profese, než se stal spisovatelem z povolání. 
Debutoval v časopise Mladý svět a v Host do domu, přispíval i do Literárních novin, Listů, Plamenu, Kulturní tvorby aj. a v roce 2006 byl oceněn za životní zásluhy o rozvoj o českou literaturu Cenou Ladislava Fukse.

## Život
Alexandr Kliment byl synem ruského emigranta Alexandra Ivanoviče Klimentieva (Klementěva, 1899–??). Otec vstoupil v květnu 1918 do československých legií a s nimi se dostal do Československa. Matka pocházela ze statku v Příšovicích, otec se stal brusičem drahých kamenů.
Alexandr Kliment studoval medicínu, dějiny umění a Akademii výtvarných umění, studia však nedokončil. Po vojně pracoval v letech 1953–1959 jako redaktor, poté se stal autorem na volné noze. V roce 1960 mu vyšla úspěšná próza Marie.
Po roce 1968 neemigroval, publikovat však od roku 1970 nemohl. Byl jedním z prvních signatářů Charty 77. Vystřídal různá zaměstnání jako noční vrátný nebo recepční. Pravidelné povolání ztratil a žil ze zahraničních honorářů. K práci korektora se vrátil až v roce 1984. Až do roku 1990 jeho díla vycházela pouze v samizdatových edicích nebo v zahraničí.

## Dílo (výběr)
Byl mistrem psychologického ztvárnění postav v běžných každodenních i v neočekávaných situacích. V letech 1970–1989 vycházela jeho díla výhradně v zahraničí.
Dílo Alexandra Klimenta se vyznačuje zájmem o všední osudy lidí, lidské vztahy a niterné životy. Zabývá se mravními a citovými problémy, osamělostí jedince, tím má blízko k psychologické próze. Autorovi protagonisté mají často blízký vztah k domovu, žijí v úzkosti a frustraci a mají potřebu žít v souladu sami se sebou.
Charakteristický je pro Klimentovu tvorbu metaforický jazyk a střídaní různých časových linií a rovin reality se snovým životem a imaginárními rozhovory.

### Novely
- Marie (1960)
- Setkání před odjezdem (1963)

### Povídky
- Hodinky s vodotryskem (1965) – výroční cena nakladatelství Mladá fronta

### Romány
- Nuda v Čechách (1979, vydalo Sixty-Eight Publishers, Toronto; 1990 Československý spisovatel)
- Šťastný život (1981, vydalo Sixty-Eight Publishers, Toronto, česky Kruh, Hradec Králové, 1990)
- Modré pohádky pro malé i velké děti (vydal Český spisovatel, 1994)

### Poezie
- Těžká voda (1961)
- Šálek čaje v polostínu (2016)[5]

### Filmové scénáře
- 1964 – Marie[6]
- 1969 – Barometr – scénář oceněn na festivalu v Monte Carlu
- 1994 – Pevnost

## Názory
V roce 1999 publikoval příspěvek v knize Nové čtení světa: Feminismus devadesátých let českýma očima, kde popsal své chápání feminismu. Ten vnímá jako hnutí, které je proti přirozenosti žen: „Feminismus tím, že je ofenzivní a že se organizuje, působí proti přirozenosti ženy. Žena nemůže být nikdy ofenzivní. Vždycky bude v obraně, i kdyby měla platit stará dobrá poučka zkušených šachistů, že útok je nejlepší obrana.“ Kliment považuje ženy za obětavé, trpělivé, milé, půvabné a milosrdné bytosti, jimž je cizí abstrakce: „Láska, cit, půvab, oběť, mateřství, odpuštění, milosrdenství, trpělivost, osobní vztah ke květinám. To je žena, nikoli abstraktní, nýbrž v každodenní konkrétnosti (…). Tyto vlastnosti tvořící ženu žádný zákon, žádné hnutí, žádná organizace, žádná publicistika, žádná kampaň nezaručí, nevyvolá, nepropojí, nezpopularizuje, nezmobilizuje“. Rozdělení genderových rolí, v nichž žena je vždy v podřízené pozici, je předmětem, který vlastní muž, vnímá autor jako přirozený stav věci, s nimž feminismus nic nezmůže: „Rozumný člověk nedostává nic a bere si, co chce, neboť zbavit se hladu neznamená zbavit se chuti. Ze svých potřeb činí nároky a z nároků si uzákoňuje práva asi tak, jako když poslanci parlamentu hlasují o vlastních platech. Tento vlastnický a kořistnický princip se promítá i do vztahů mezi mužem a ženou. Otroctví, harém a právo první noci jsou jen některé příklady pouze zdánlivě historické. Mužská vynalézavost a hravost si i v liberálním prostředí dovede obnovovat tyto instituce, které jsou nepostižitelné žalobou a které mají tak rafinovanou podobu, že se jeví pro ženy jako žádoucí a vytoužené. Královna krásy je otrokyní mužské poroty. (…) S tímhle feminismus nic neudělá.“